# Sphecodes lautipennis
Sphecodes lautipennis är en biart som beskrevs av Cockerell 1908. Sphecodes lautipennis ingår i släktet blodbin, och familjen vägbin. Inga underarter finns listade i Catalogue of Life.